# Бучач (автостанція)
Автостанція «Бучач» ВАТ «Тернопільавтотранс 16100» — комплекс споруд у місті Бучач (Тернопільська область, Україна), який обслуговує пасажирів внутрішньорайонного, всеукраїнського і міжнародного сполучення. Забезпечує автобусне сполучення з населеними пунктами району, області та її центром — містом Тернопіль, з окремими обласними центрами України та її столицею — м. Київ, також містами за кордоном держави.

## Відомості
Розташовується у приміщенні великого торговельного центру, спорудженого в 1986 році, між так званим «Чорним мостом» та історичною частиною міста (зі сходу). Поруч — будівля Бучацької ДПІ. Безпосереднє міжобласне автобусне сполучення ВАТ «Бучацьке АТП» має з такими містами: Львів, Івано-Франківськ, Чернівці, Хмельницький, Кам'янець-Подільський. Транзитні рейси прямують до Варшави, Києва, Луцька, Рівного, Вінниці, Одеси, Калуша, Яремчого, Трускавця, Рахова та Дунаївців,

### З історії автобусного сполучення в Бучачі
Автобусне сполучення в місті діяло вже у 1920-х роках. Від залізничного двірця до центру міста можна було доїхати також кінним екіпажем (вартістю від 2 до 3 злотих), авто чи автобусом. 1 квітня 1949 року почало курсувати «вантажне таксі» з Бучача до Чорткова двічі на добу: виїзд з Бучача — о 9.00 та 17.00, прибуття — відповідно о 12.00 та 20.00, могли водночас поміститися 16 пасажирів. Тоді ж запрацювало «вантажне таксі» Чортків — Бучач — Монастириська. 16 травня 1950 року почало курсувати «вантажне таксі» з Бучача (відправлення о 9.00) до Тернополя (відправлення назад о 16.00) через Струсів. У 1958 році розпочалося регулярне автобусне сполучення з містами Львів, Тернопіль і Чортків, також рух міського транспорту.
Восени 1986 року на північній околиці міста (фактично — за його межами, на території села Підзамочок) почала діяти нова міська автостанція. Тоді тут спорудили будівлю вокзалу з кількома платформами очікування, у південному крилі будівлі діяла їдальня. Від атмосферних опадів пасажирів, які очікували рейсу, захищали навіси із шиферу.
У теперішньому приміщенні автостанція діє з 2006 року. За планами, після введення в дію нової автостанції, стара мала діяти як транзитна (мав працювати один касир). Навіс, який захищає пасажирів від опадів, є тільки біля виходу з будівлі, над платформами очікування навіси відсутні. Одна з платформ водночас є зупинкою міських маршруток і відділяє територію автостанції від автодороги Т 2001.